# Manuel Peyrou
Manuel Peyrou (San Nicolás de los Arroyos; 23 de mayo de 1902- Buenos Aires; 1 de enero de 1974) fue un escritor argentino.

## Biografía
Manuel Peyrou se graduó en la Facultad de Derecho de la Universidad de Buenos Aires en 1925, pero nunca ejerció la abogacía. Era hijo de Antonio Peyrou, abogado (que se recibió en la misma promoción de Macedonio Fernández y de Adolfo Bioy Domecq, padre de Adolfo Bioy Casares), y de Julia Olascoaga. Su abuelo fue el coronel Manuel José Olascoaga, uno de los organizadores de la Campaña del Desierto del general Julio A. Roca, pintor, dramaturgo, topógrafo, militar, revolucionario y fundador de Chos Malal y primer gobernador de Neuquén. Peyrou era también sobrino-nieto de Bernardo de Irigoyen, prócer de la organización argentina. Durante su juventud trabajó en los ferrocarriles -entonces ingleses- mientras maduraba su vocación literaria. En 1935, con su cuento La noche repetida, inició su colaboración en La Prensa, diario cuya redacción pasó a integrar poco después, primero como redactor y luego como editorialista e integrante del suplemento literario, función que cumplía al alcanzarlo la muerte.
Conoció a Jorge Luis Borges en la década de 1920. Fue uno de sus más íntimos amigos. Sus primeros libros fueron La espada dormida, colección de cuentos policiales publicados en 1944, y la novela El estruendo de las rosas, también de índole policial, publicada en 1948. Fue Borges quien lo vinculó con la revista literaria Sur y le encargó la sección de crítica cinematográfica en Los Anales de Buenos Aires, revista que el autor de El Aleph dirigía y desde la que dio a conocer los primeros trabajos de escritores que, con el transcurrir del tiempo, llegaron a ser nombres significativos de la historia literaria argentina, entre ellos Julio Cortázar.
Mientras ejercía el periodismo, Peyrou siguió desarrollando una labor literaria merecedora de importantes reconocimientos. Su primer libro, La espada dormida, obtuvo un premio municipal; en 1953, publicó La noche repetida, una colección de cuentos; en 1957, Las leyes del juego, novela a la que se adjudicó el Tercer Premio Nacional de Literatura; en 1959, El árbol de Judas, colección de cuentos distinguidos con el premio Ricardo Rojas; en 1963, Acto y ceniza, una novela; en 1966, la novela Se vuelven contra nosotros, Segundo Premio Municipal; en 1967, Marea de fervor, una colección de cuentos; y en 1969, El hijo rechazado, una novela, Segundo Premio Nacional de Literatura. Peyrou obtuvo también la Medalla de Oro del Consejo del Escritor correspondiente al decenio 1951-1960 y el Primer Premio en el Certamen Nacional de Cuentos que realizó, en 1956, la Dirección General de Cultura por su cuento La desconocida.
El relato de detectives, especie literaria que cultivó durante su primera etapa de escritor, fue el género en el que produjo excelentes páginas. Los cuentos policiales de Peyrou figuran en varias antologías argentinas y extranjeras. Entre las últimas, pueden citarse: Los más bellos cuentos del mundo, editada en Madrid por el Reader's Digest, y la Antología de escritores argentinos, publicada en 1970, en Grecia, por Jorge Humuziadis. Asimismo, su novela El estruendo de las rosas fue traducida al inglés, editada por Herder and Herder, de los Estados Unidos, que también incluyó su cuento Julieta y el mago en una antología de cuentos hispanoamericanos.
Después de haber incursionado con éxito en el relato policial, Manuel Peyrou enfrentó la difícil empresa de la narración psicológica y testimonial. Preocupado por la realidad política del país y por la decadencia de las costumbres, registró en sus novelas, sin ninguna complacencia, las formas negativas del devenir político argentino. Las leyes del juego, Acto y ceniza y El hijo rechazado son buenos ejemplos de dicha intención. Como con reminiscencias de Balzac, lo social y económico se destacan en las peripecias de sus criaturas. Es que Peyrou, después de haber practicado el juego de lo policial y lo fantástico, que lo aproximaba al orbe literario de Borges, se interesó por los conflictos de las psicologías sociales para abordar a través de ellos la novela de testimonio y denuncia.
Existe otro rasgo de su personalidad literaria -y también humana- que no es posible soslayar: su amor por Buenos Aires. Este admirador de la literatura inglesa gustaba describir en su obra cosas y hechos de esa ciudad, sobre todo la zona del centro, de la que era un permanente y encariñado caminador.